# Le Passage (Isère)
Le Passage est une commune française située dans le département de l'Isère, en région Auvergne-Rhône-Alpes.
Historiquement, le village se situait dans la province du Dauphiné et plus précisément dans la région naturelle des Terres froides. En 2000, la commune adhère à la communauté de communes Les Vallons de la Tour, puis en 2017 à la communauté de communes Les Vals du Dauphiné, intercommunalité plus importante et dont le siège est fixé dans la ville voisine de La Tour-du-Pin et ses habitants sont dénommés les Passageois.

## Géographie

### Situation et description
Positionnée dans la région naturelle des Terres froides, la commune est proche des agglomérations de La Tour-du-Pin et des Abrets-en-Dauphiné, approximativement à égale distance des agglomérations de Lyon, Chambéry et Grenoble, non loin des premiers contreforts des Alpes.

### Communes limitrophes
Le territoire communal est bordé par six communes, toutes situés dans le département de l'Isère
| Saint-Didier-de-la-Tour | Saint-André-le-Gaz |              |
| Montagnieu              | Passage            | Saint-Ondras |
| Chélieu                 | Chassignieu        |              |

### Hydrographie
Le territoire communal est bordé dans sa partie méridionale et occidentale par la Bourbre, affluent en rive gauche du Rhône et d'une longueur de 72,2 km.

### Climat
Pour des articles plus généraux, voir Climat d'Auvergne-Rhône-Alpes et Climat de l'Isère.
En 2010, le climat de la commune est de type climat océanique altéré, selon une étude du Centre national de la recherche scientifique s'appuyant sur une série de données couvrant la période 1971-2000. En 2020, Météo-France publie une typologie des climats de la France métropolitaine dans laquelle la commune est exposée à un climat de montagne ou de marges de montagne et est dans la région climatique Alpes du nord, caractérisée par une pluviométrie annuelle de 1 200 à 1 500 mm, irrégulièrement répartie en été.
Pour la période 1971-2000, la température annuelle moyenne est de 10,2 °C, avec une amplitude thermique annuelle de 17,7 °C. Le cumul annuel moyen de précipitations est de 1 212 mm, avec 10,1 jours de précipitations en janvier et 7,1 jours en juillet. Pour la période 1991-2020, la température moyenne annuelle observée sur la station météorologique de Météo-France la plus proche, « Pont-de-Beauvoisin », sur la commune du Pont-de-Beauvoisin à 12 km à vol d'oiseau, est de 11,8 °C et le cumul annuel moyen de précipitations est de 1 166,3 mm,. Pour l'avenir, les paramètres climatiques de la commune estimés pour 2050 selon différents scénarios d'émission de gaz à effet de serre sont consultables sur un site dédié publié par Météo-France en novembre 2022.

## Urbanisme

### Typologie
Au 1er janvier 2024, Le Passage est catégorisée commune rurale à habitat dispersé, selon la nouvelle grille communale de densité à sept niveaux définie par l'Insee en 2022.
Elle appartient à l'unité urbaine de Saint-André-le-Gaz, une agglomération intra-départementale regroupant deux  communes, dont elle est une commune de la banlieue,,. La commune est en outre hors attraction des villes,.

### Occupation des sols
L'occupation des sols de la commune, telle qu'elle ressort de la base de données européenne d’occupation biophysique des sols Corine Land Cover (CLC), est marquée par l'importance des territoires agricoles (87,7 % en 2018), en diminution par rapport à 1990 (90,7 %). La répartition détaillée en 2018 est la suivante : 
prairies (35,5 %), zones agricoles hétérogènes (31,9 %), terres arables (20,3 %), zones urbanisées (11 %), zones humides intérieures (1,3 %). L'évolution de l’occupation des sols de la commune et de ses infrastructures peut être observée sur les différentes représentations cartographiques du territoire : la carte de Cassini (XVIIIe siècle), la carte d'état-major (1820-1866) et les cartes ou photos aériennes de l'IGN pour la période actuelle (1950 à aujourd'hui).

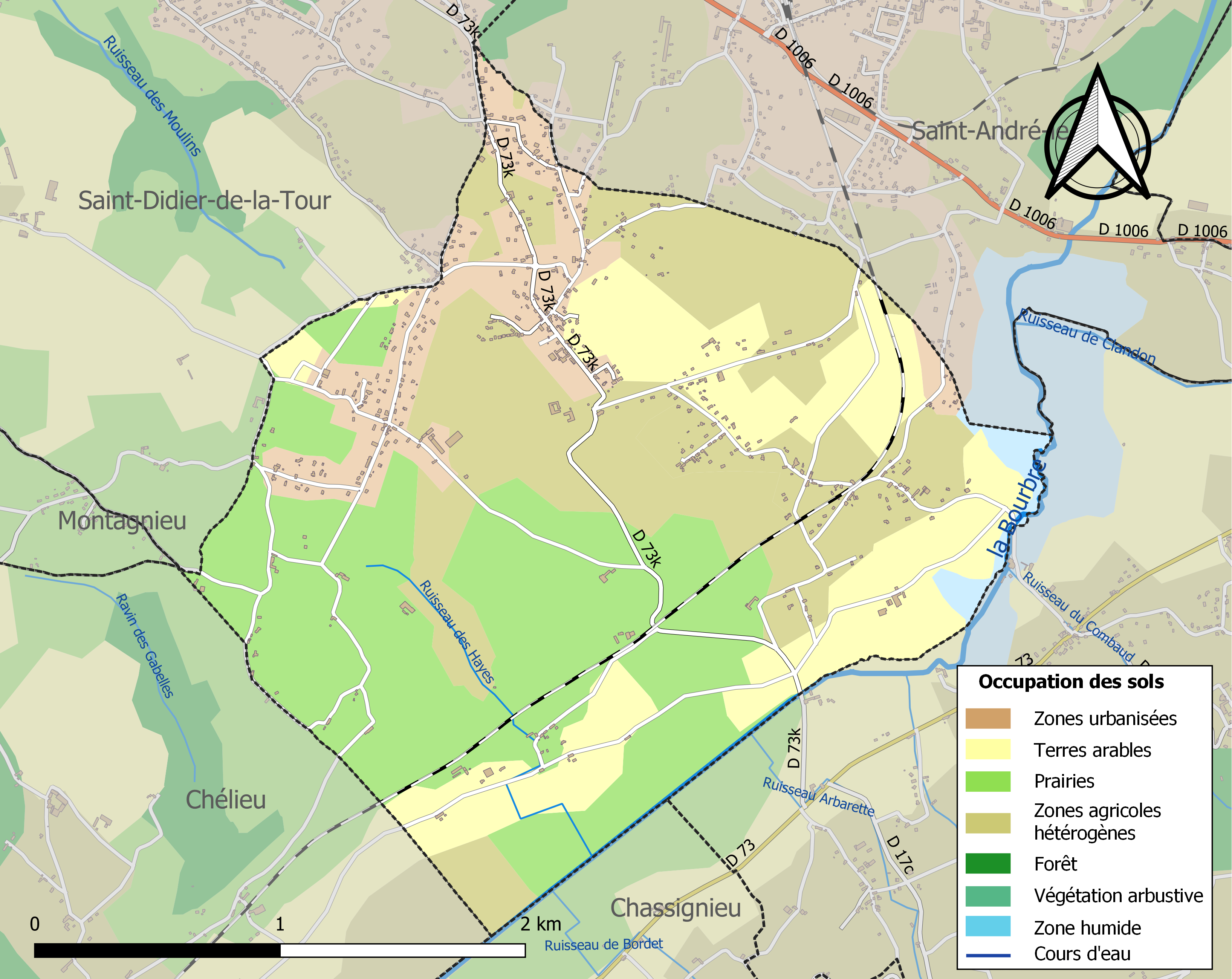
Carte des infrastructures et de l'occupation des sols de la commune en 2018 (CLC).

### Logements
La municipalité répond à l'obligation de mise à disposition de logement social, pour compléter le parc existant. un chantier de construction est en cours, confié à la Société Dauphinoise pour l'Habitat, à terme un immeuble de 8 logements seront accessibles. Avec la construction de maisons individuelles à proximité, la population de la commune s'en verra augmentée.

### Risques naturels et technologiques

#### Risques sismiques
L'ensemble du territoire de la commune du Passage est situé en zone de sismicité n°3, comme la plupart des communes de son secteur géographique, mais non loin de la zone n°4, située plus à l'est, vers le massif de la Chartreuse.
| Type de zone | Niveau            | Définitions (bâtiment à risque normal) |
| ------------ | ----------------- | -------------------------------------- |
| Zone 3       | Sismicité modérée | accélération = 1,1 m/s2                |

## Toponymie
Selon André Planck, auteur du livre L'origine du nom des communes du département de l'Isère, le nom du Passage pourrait être lié au déplacement de l'armée d'Hannibal et la découverte d'un bouclier attribué (à tort ou à raison) à cet événement.
Le bouclier retrouvé serait en réalité un bouclier mérovingien, et l'origine du nom du village serait en réalité lié à la facilité de l'itinéraire emprunté pour relier les deux vallées « Pas sage » (passage facile pour traverser), contrairement au village de Panissage « Pas non sage » (passage difficile)[réf. nécessaire].

## Histoire

### Préhistoire et Antiquité
Au début de l'Antiquité, le territoire des Allobroges s'étendait sur la plus grande partie des pays qui seront nommés plus tard la Sapaudia (ce « pays des sapins » deviendra la Savoie) et au nord de l'Isère.
Les Allobroges, comme bien d'autres peuples gaulois, sont une « confédération ». En fait, les Romains donnèrent, par commodité le nom d'Allobroges à l'ensemble des peuples gaulois vivant dans la civitate (cité) de Vienne, à l'ouest et au sud de la Sapaudia.

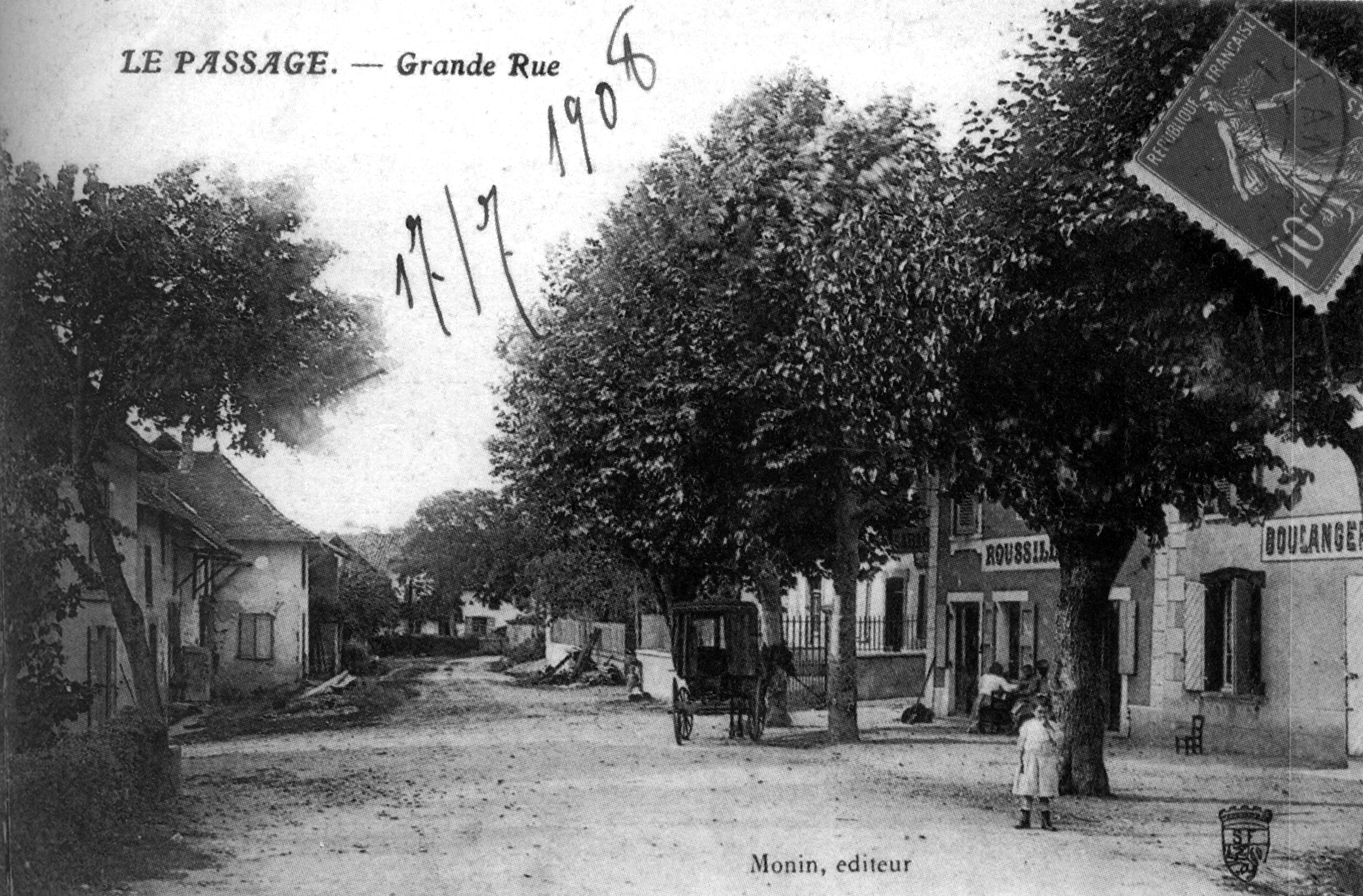
La Grande Rue en 1908.

La légende raconte que c'est par ce village que serait passé le Carthaginois Hannibal Barca, ses éléphants et son armée, lors de la deuxième guerre punique (IIIe siècle av. J.-C.), pour se rendre en Italie. En effet un bouclier carthaginois fut retrouvé lors de fouilles. Ce serait donc en partie pour cette raison que le village fut nommé Le Passage.
Selon le site de la mairie qui s'appuie sur un ouvrage dénommé Patrimoine en Isère, les Vals du Dauphiné, publié en avril 2013, ce bouclier est en fait d'origine mérovingienne.

### Administration municipale

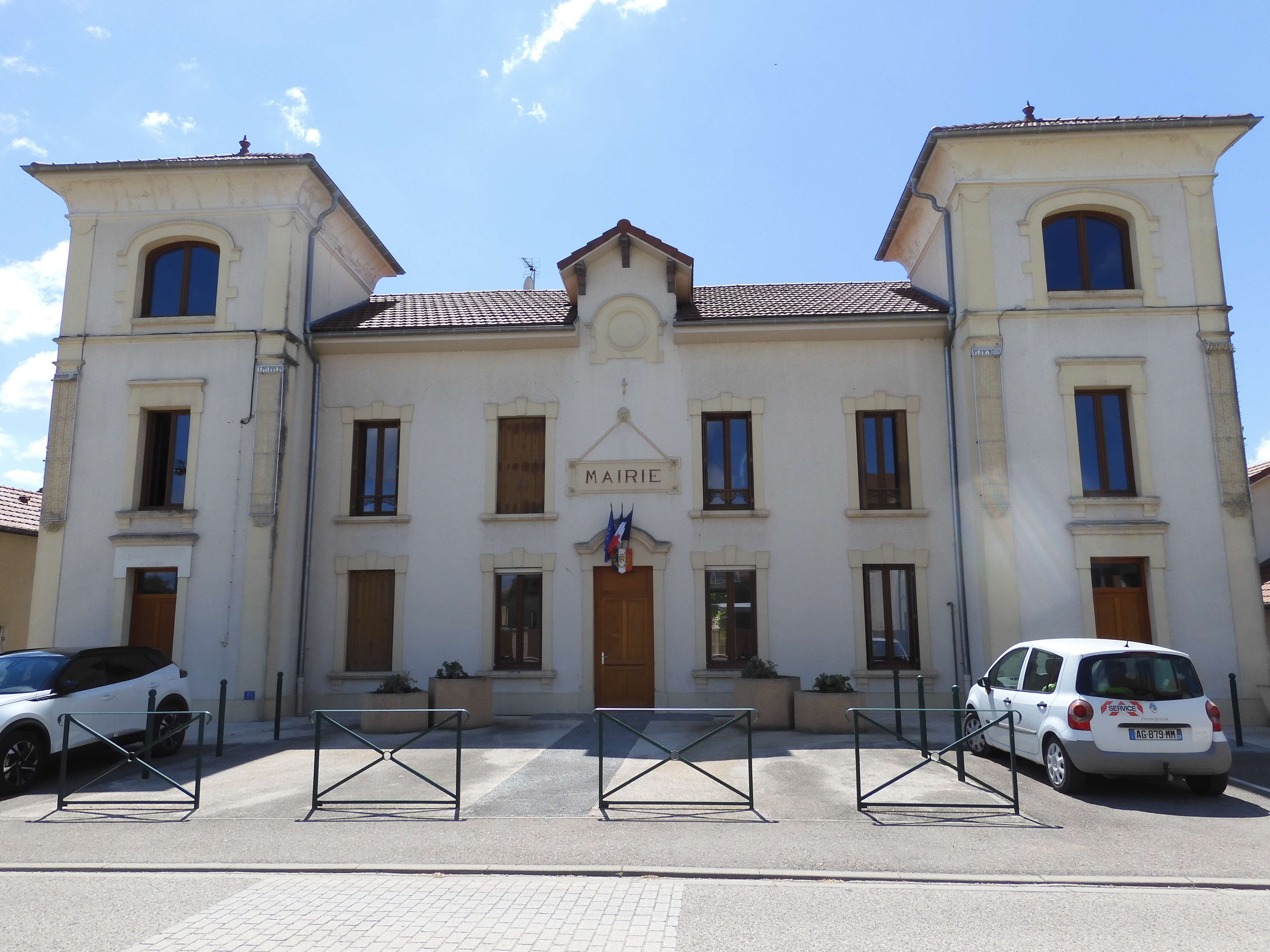
Mairie du Passage

## Politique et administration

### Liste des maires
| Période                                  | Période  | Identité              | Étiquette               | Qualité |
| ---------------------------------------- | -------- | --------------------- | ----------------------- | ------- |
| 1838                                     | 1846     | M. Ravix Pierre       |                         |         |
| 1846                                     | 1848     | M. Quiot Baron        |                         |         |
| 1848                                     | 1850     | M. Apprin Joseph      |                         |         |
| 1850                                     | 1865     | M. Ravix Pierre       |                         |         |
| 1865                                     | 1881     | M. Apprin Joseph      |                         |         |
| 1881                                     | 1884     | M. Rostagnat Henri    |                         |         |
| 1884                                     | 1890     | M. Bel Louis François |                         |         |
| 1890                                     | 1892     | M. Apprin Joseph      |                         |         |
| 1892                                     | 1907     | M. Châlons Joseph     |                         |         |
| 1907                                     | 1919     | M. Guillaud Jean      |                         |         |
| 1919                                     | 1944     | M. Demeure Pierre     |                         |         |
| 1944                                     | 1945     | M. Perrin Auguste     | Municipalité provisoire |         |
| 1945                                     | 1953     | M. Lacroix Lucien     |                         |         |
| 1953                                     | 1956     | M. Jacquet Pierre     |                         |         |
| 1956                                     | 2002     | M. Barbier Camille    |                         |         |
| 2002                                     | En cours | M. Michel Laurent     | SE                      | Cadre   |
| Les données manquantes sont à compléter. |          |                       |                         |         |

## Population et société

### Démographie
L'évolution du nombre d'habitants est connue à travers les recensements de la population effectués dans la commune depuis 1793. Pour les communes de moins de 10 000 habitants, une enquête de recensement portant sur toute la population est réalisée tous les cinq ans, les populations de référence des années intermédiaires étant quant à elles estimées par interpolation ou extrapolation. Pour la commune, le premier recensement exhaustif entrant dans le cadre du nouveau dispositif a été réalisé en 2005.

En 2022, la commune comptait 972 habitants, en évolution de +23,04 % par rapport à 2016 (Isère : +3,07 %, France hors Mayotte : +2,11 %).
| 1793 | 1800 | 1806 | 1821 | 1831 | 1836 | 1841 | 1846 | 1851 |
| ---- | ---- | ---- | ---- | ---- | ---- | ---- | ---- | ---- |
| 774  | 775  | 894  | 822  | 940  | 922  | 910  | 874  | 842  |

| 1856 | 1861 | 1866 | 1872 | 1876 | 1881 | 1886 | 1891 | 1896 |
| ---- | ---- | ---- | ---- | ---- | ---- | ---- | ---- | ---- |
| 832  | 824  | 844  | 838  | 842  | 766  | 819  | 807  | 759  |

| 1901 | 1906 | 1911 | 1921 | 1926 | 1931 | 1936 | 1946 | 1954 |
| ---- | ---- | ---- | ---- | ---- | ---- | ---- | ---- | ---- |
| 696  | 644  | 639  | 552  | 523  | 518  | 520  | 463  | 449  |

| 1962 | 1968 | 1975 | 1982 | 1990 | 1999 | 2005 | 2006 | 2010 |
| ---- | ---- | ---- | ---- | ---- | ---- | ---- | ---- | ---- |
| 360  | 343  | 339  | 431  | 516  | 648  | 727  | 749  | 766  |

| 2015 | 2020 | 2022 | - | - | - | - | - | - |
| ---- | ---- | ---- | - | - | - | - | - | - |
| 783  | 918  | 972  | - | - | - | - | - | - |

### Enseignement
La commune est rattachée à l'académie de Grenoble.

### Médias
Historiquement, le quotidien à grand tirage Le Dauphiné libéré consacre, chaque jour, y compris le dimanche, dans son édition du Nord-Isère, un ou plusieurs articles à l'actualité sur le canton, la communauté des communes et quelquefois sur la commune, ainsi que des informations sur les éventuelles manifestations locales, les travaux routiers, et autres événements divers à caractère local.
La commune est située sur l'aire de diffusion de radio Ici Isère, une radio publique qui émet sur tout le territoire du département de l'Isère.

### Cultes

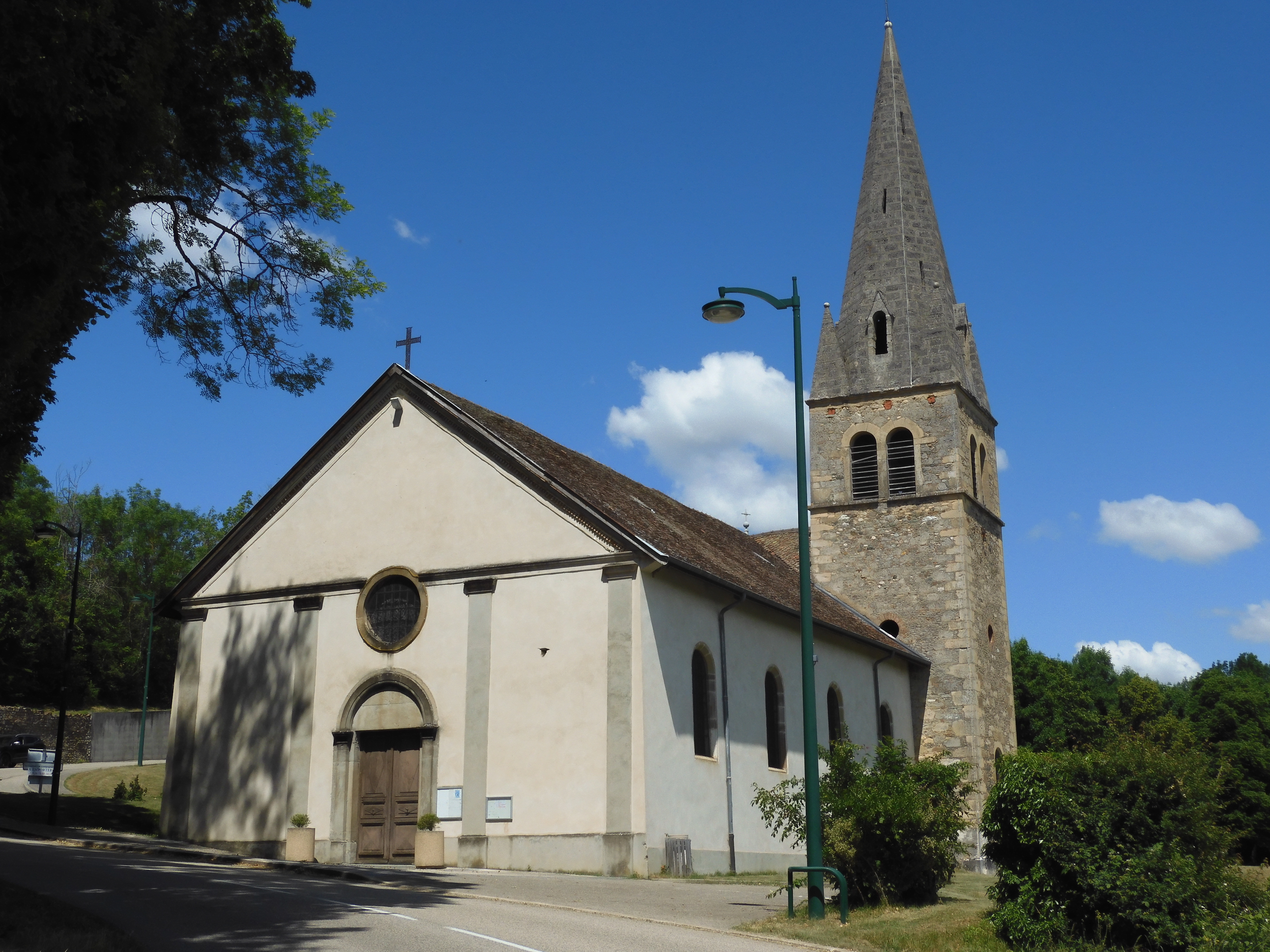
Église du Passage

La communauté catholique et l'église du Passage (propriété de la commune) dépendent de la paroisse Sainte-Anne qui, elle-même, est rattachée au diocèse de Grenoble-Vienne.

## Économie
Le village dispose d'une épicerie ainsi que de deux restaurants. L'économie du village repose sur l'agriculture, l'artisanat et le commerce.
Sur la commune de Le Passage est installé le Syndicat Intercommunal des Eaux de la Haute Bourbre, dont la mission est de : 
- collecter et dépolluer les eaux usées avant de les rejeter dans le milieu naturel,
- capter et distribuer une eau potable de qualité,
- contrôler les installations individuelles et assister techniquement lors de la réalisation d'un dispositif d'assainissement individuel[26].

Le Syndicat mixte d'eau et assainissement de la Haute Bourbre, dessert depuis 1964 les communes de : Chassignieu, Chélieu, Doissin, Montagnieu, Le Passage, St Blandine, St Clair de la Tour, St Didier de la Tour, St Ondras, St Victor de Cessieu, Virieu sur Bourbre; Blandin et Montrevel depuis 1972; Panissage depuis 1976; Châbons depuis 1980; Le Pin et Valencogne depuis 1992.

## Culture et patrimoine

### Lieux et monuments

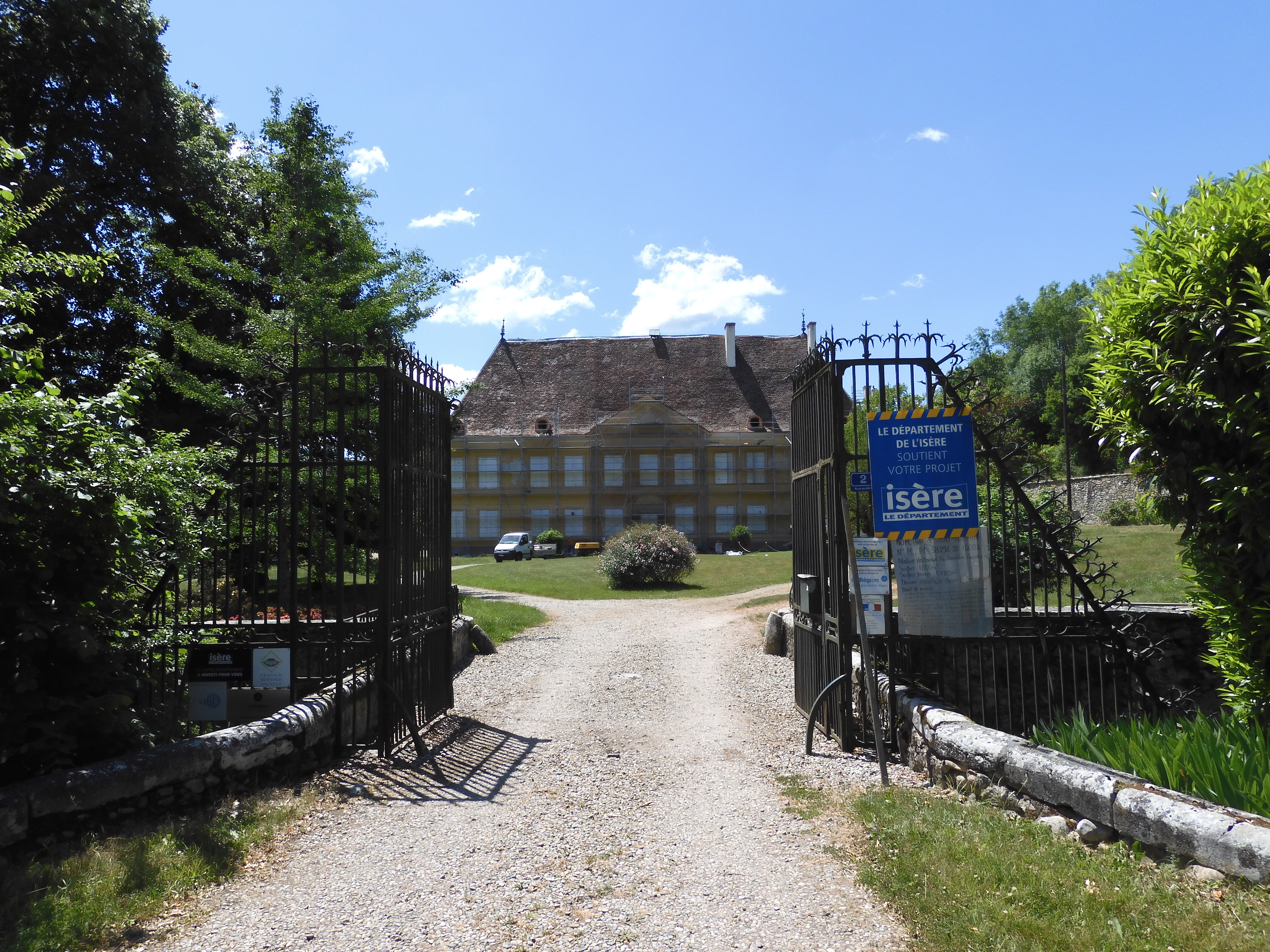
Entrée du domaine du château du Passage

#### Lechâteau du Passage
Édifié durant le XVe et modifié durant les XVIIe et XIXe siècles, cet édifice fait l'objet d'un classement et d'une inscription partielle au titre des monuments historiques par arrêté du 17 juillet 1972 : les deux salons et la chambre du rez-de-chaussée de l'aile sud (avec leur décor) et le grand escalier (avec la cage) sont classés ; la chapelle, les façades et les toitures, la salle à manger du rez-de-chaussée et la salle de billard (avec leur décor) sont inscrites.

#### Autres monuments
- L'église paroissiale Saint-Étienne du Passage.
- Le monument aux morts municipal qui se présente sous la forme d'une colonne quadrangulaire avec l'inscription « Pro Patria » avec la liste des victimes de la Première Guerre mondiale et de la période d'Indochine (1946-1954)[28].

### Personnalités liées à la commune
- Joachim Jérôme Quiot du Passage, (1775-1849), châtelain du Passage, général d'Empire qui s'illustre à Waterloo y est décédé.
- Le général La Fayette, en revenant de Vizille où il est allé rendre visite à sa petite-fille, est invité par M. Sapey, ancien sous-préfet, à passer la nuit du 3 au 4 septembre 1829 dans sa maison de campagne située au Passage. Un banquet est dressé où sont invitées plus de soixante personnes parmi lesquelles MM. Lanet aîné (négociant), Chevallier (notaire), Dioque (ancien conservateur des hypothèques à Genève). La Fayette se retire à 23 heures pour aller se coucher. le lendemain, il se rend à Bourgoin en passant par Cessieu.[réf. nécessaire]

### Héraldique
| Blason de Le Passage | Blason  | Tiercé en pairle : au 1er de gueules à un besant d'argent, au 2e d'azur à une tour avec son avant-mur senestre d'or, ouverts, ajourés et maçonnés de sable, au 3e d'or à un dauphin d'azur, barbé, crêté, oreillé, lorré et peautré de gueules. |
| Blason de Le Passage | Détails | Le besant d'argent représente le « bouclier d'Hannibal », qui serait passé avec ses éléphants par Le Passage lors de sa traversée des Alpes. Le statut officiel du blason reste à déterminer.                                                   |